# Marínovci
Marínovci (berbersky ⴰⵢⵜ ⵎⵔⵉⵏ, arabsky مرينيون marīniyūn nebo بنو مرين banū marīn, doslova „synové Marínovi“) byla dynastie, která vládla na území současného Maroka v letech circa 1215 až 1465; do roku 1344 měli také državy na Pyrenejském poloostrově. Před nimi vládli Almohadové, po nich Vattásovci.

## Historie

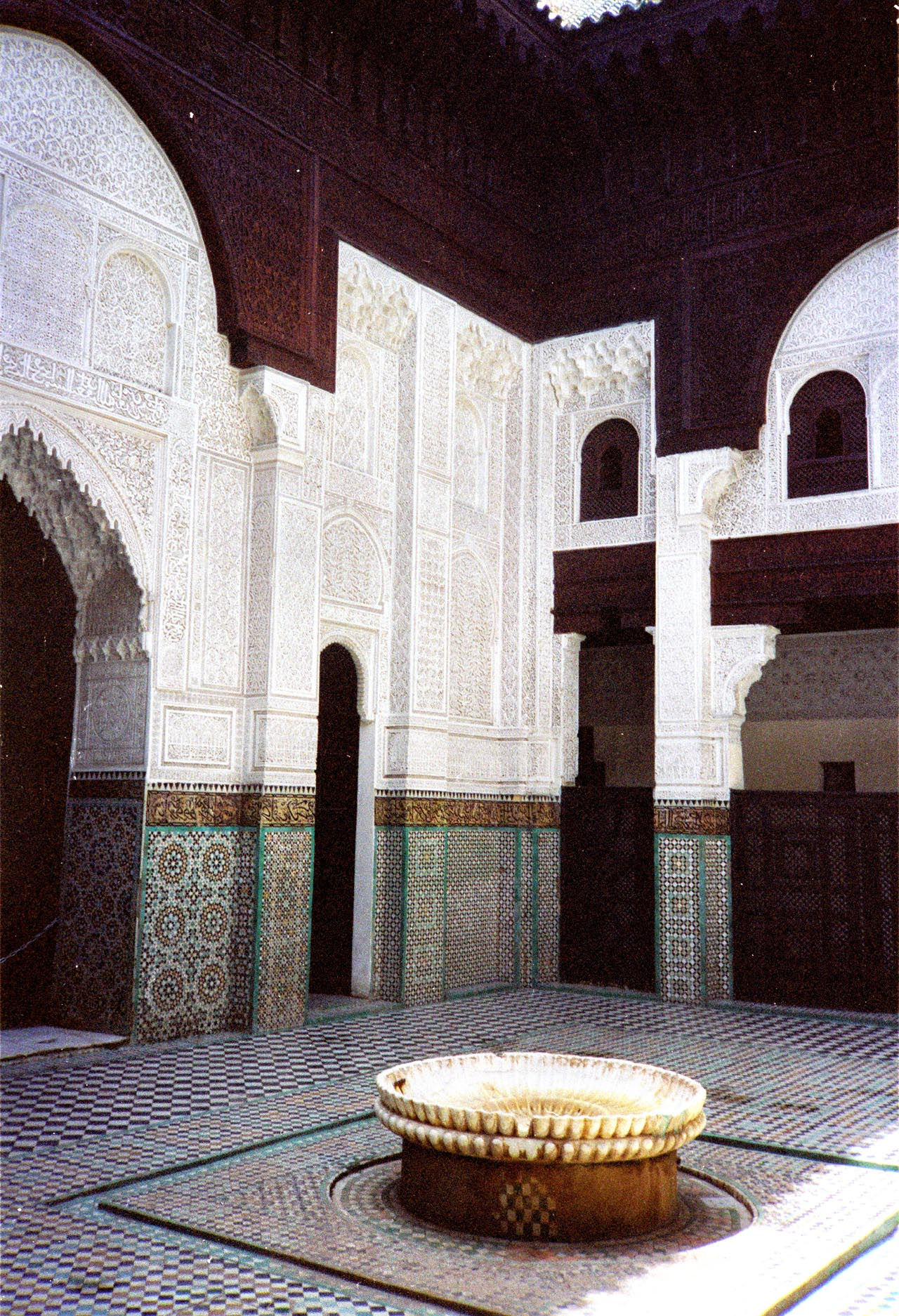
Nádvoří madrasy Bou Inania v Meknesu, postavené Marínovci v letech 1331-51

Marínovci byli berberského původu a od první poloviny 12. století se účastnili kmenových půtek v almohádovské říši. Po roce 1169 začali systematicky budovat svou moc a od roku 1215 programově vytlačovali Almohády z marockého území.
Roku 1248 dobyli významné město Fès a v následujících 20 letech, zakončených v roce 1269 dobytím Marrákeše, se stali hegemony západního Maghrebu. Závěrem 13. století se – ve snaze ovládnout z obchodního hlediska klíčový Gibraltarský průliv – zapojili do muslimsko-křesťanského soupeření na Pyrenejském poloostrově jako spojenci Nasrovců proti Kastilii.
Počátkem 14. století dobyli Marínovci rozsáhlá území v současném Alžírsku a Tunisku a pokoušeli se obnovit a převzít panství Almohadů na Pyrenejském poloostrově. V říjnu 1340 však utrpěli zdrcující porážku od portugalsko-kastilské koalice v bitvě na Río Salado, byli donuceni se stáhnout z Andalusie a neudrželi ani většinu nedávných zisků v severní Africe.
Následný příchod moru, narůstající revolty a moc vattásovských vezírů předznamenaly úpadek marínovské moci, kteří se (nezřídka jako pouhé loutky vezírů) udrželi u moci ještě dalších sto let.